# Рупасова, Жанна Александровна
Жанна Александровна Рупасова (бел. Жанна Аляксандраўна Рупасава; род. 7 июня 1944) — советский и белорусский учёный в области агрохимии, физиологии и биохимии растений, доктор биологических наук (1991), профессор (1994), член-корреспондент Академии наук Белоруссии (2004). Премия Академии наук Белоруссии (1999, 2008).

## Биография
Родилась 7 июня 1944 года в городе Кустанай, Казахской ССР.
С 1961 по 1966 год обучалась на биологическом факультете Московского государственного университета. С 1966 по 1972 год на научно-исследовательской работе в Институте почвоведения и агрохимии Сибирского отделения АН СССР в качестве аспиранта и младшего научного сотрудника.
С 1972 года на научно-исследовательской работе в Центральном ботаническом саду АН Белорусской ССР — Академии наук Белоруссии: с 1972 по 1975 год — младший научный сотрудник, с 1975 по 1982 год — старший научный сотрудник и с 1982 года — руководитель Лаборатории химии растений и технологии растительного сырья.

### Научно-педагогическая деятельность и вклад в науку
Основная научно-педагогическая деятельность Ж. А. Рупасовой была связана с вопросами в области агрохимии, физиологии, биохимии и экологии растений, занималась исследованиями в области изучения трансформации белорусских лесных экосистем под воздействием рекреационных и техногенных нагрузок. Под её руководством была разработана и впоследствии запатентована высокоэффективная диалоговая система оптимизации минерального питания промышленной культуры крупноплодной клюквы. Ж. А. Рупасова помимо основной деятельности занималась исследованиями совместно с такими научными учреждениями как Центральный сибирский ботанический сад СО РАН, Белорусский государственный педагогический университет, Полесский государственный университет, Могилёвский государственный университет продовольствия, Институт природопользования НАН Беларуси, в научных институтах НАН Белоруссии —  Институте плодоводства и Институте овощеводства, а так же в Варшавский университет сельского хозяйства.
В 1971 году защитила кандидатскую диссертацию по теме: «Генезис и современные геохимические процессы солодей Центральной Барабы», в 1991 году защитила докторскую диссертацию на соискание учёной степени доктор биологических наук по теме: «Процессы развития и метаболизма клюквы крупноплодной в Белорусском Полесье при оптимизации минерального питания».  В 1994 году ей было присвоено учёное звание профессор. В 2004 году она был избрана член-корреспондентом Академии наук Белоруссии. Ж. А. Рупасовой было написано более пятисот тридцати научных работ в том числе тридцать одна монография и четыре свидетельства на изобретения, под её руководством было подготовлено десять кандидатских и три докторских диссертаций.

## Основные труды
- Генезис и современные геохимические процессы солодей Центральной Барабы. - Новосибирск, 1971. - 222 с.
- Использование гербицидов на посадках луковичных цветочных культур / Ж. А. Рупасова, Н. Ф. Мурашова, В. Г. Русаленко. - Минск : Наука и техника, 1980. - 71 с.
- Минеральное питание цветочных культур закрытого грунта (ремонтантной гвоздики, выгоночных роз, герберы) / Е. А. Сидорович, Ж. А. Рупасова, В. Г. Русаленко. - Минск : Наука и техника, 1981. - 181 с.
- Функционирование лесных фитоценозов в условиях антропогенных нагрузок / Е. А. Сидорович, Ж. А. Рупасова, Е. Г. Бусько. - Минск : Наука и техника, 1985. - 205 с.
- Минеральное питание грунтовой культуры роз / Ж. А. Рупасова, В. Г. Русаленко, В. А. Игнатенко, Л. П. Гусарова; АН БССР, Центр. ботан. сад. - Минск : Наука и техника, 1988. - 106 с. ISBN 5-343-00277-3
- Процессы развития и метаболизма клюквы крупноплодной в Белорусском Полесье при оптимизации минерального питания / Моск. с.-х. акад. им. К. А. Тимирязева. - Минск, 1989. - 642 с.
- Развитие и метаболизм клюквы крупноплодной в Белорусском Полесье / Ж. А. Рупасова, В. А. Игнатенко, В. Г. Русаленко, Р. Н. Рудаковская; Науч. ред. Е. А. Сидорович; АН БССР, Центр. ботан. сад. - Минск : Наука и техника, 1989. - 203 с. ISBN 5-343-00572-1
- Фиторекультивация выбывших из промышленной эксплуатации торфяных месторождений севера Беларуси на основе возделывания ягодных растений семейства Ericaceae: монография / Ж. А. Рупасова, А. П. Яковлев ; под общ. ред. В. Н. Решетникова ; Нац. акад. наук Беларуси, Центральный ботанический сад. - Минск : Беларуская навука, 2011. - 279 с. ISBN 978-985-08-1329-9[4]

## Награды, звания и премии
- Серебряная медаль ВДНХ (1983)
- Премия Академии наук Белоруссии (1999 — за цикл работ «Развитие, метаболизм и биохимический состав растений семейства «Брусничные» при интродукции в Беларуси»; 2008 — за цикл работ «Исследования биохимического состава плодов, эколого-биологических особенностей репродукции и агротехники нетрадиционных культур садоводства в условиях Беларуси»)
- Почётная грамота Совета Министров Республики Беларусь (1999)[1][2][3]